# Clytus mayeti
Clytus mayeti là một loài bọ cánh cứng trong họ Cerambycidae.